# Autostrada A114 (Niemcy)
Autostrada federalna A114 (niem. Bundesautobahn 114 (BAB 114), także Autobahn 114 (A114)) – autostrada w Niemczech leżąca na północy Berlina. Łączy ona A10 – autostradową obwodnicę Berlina (Berliner Ring) od węzła autostradowego Autobahndreieck Pankow ośmiokilometrowym odcinkiem z centrum miasta. Poszczególne odcinki trasy oddawane zostały do ruchu między 1973 a 1982 rokiem.
W czasach NRD posiadała oznaczenie A14, które istniało jedynie dla potrzeb administracyjnych, przez co nie umieszczano go na drogowskazach.